# Đại học Dickinson
Trường Đại học Dickinson (tiếng Anh: Dickinson College) là một trường đại học khai phóng (liberal arts college) tư thục, tại Carlisle, Pennsylvania. Năm 1773, trường chỉ được mở để dạy học sinh trung học. Đến năm 1783, Dickinson mới chính thức trở thành một trường đại học, và là trường đại học đầu tiên được thành lập sau khi Hoa Kỳ độc lập. Trường Đại học Dickinson được thành lập bởi giáo sư Benjamin Rush, một trong những người ký tên vào bản Tuyên ngôn độc lập của Hoa Kỳ, và được đặt theo tên John Dickinson, một trong những người ký tên vào bản Hiến pháp Hoa Kỳ.
Năm 2006, Trường Đại học Dickinson xếp hạng 41 trên tổng số 217 trường đại học khai phóng trên toàn nước Mỹ theo tạp chí US News & World Report. Có gần 2300 sinh viên theo học, trường được biết đến với những chương trình giảng dạy tiên tiến, và chương trình giáo dục quốc tế xuất sắc, được công nhận bởi Hội đồng giáo dục Hoa Kỳ và Hiệp hội những nhà giáo dục quốc tế NAFSA. Hiện tại, Dickinson có 40 khoa và 9 chương trình đặc biệt  Lưu trữ ngày 30 tháng 12 năm 2006 tại Wayback Machine, chia làm 2 nhóm khoa học tự nhiên và khoa học xã hội.

## Sinh viên nổi tiếng
- Roger Brooke Taney, 1795, Thẩm phán tối cao Hoa Kỳ
- William Wilkins 1802, Hạ nghị sĩ, Bộ trưởng Bộ Chiến tranh Hoa Kỳ
- James Buchanan, 1809, Tổng thống Hoa Kỳ
- Robert Grier, 1812, Thầm phán tòa án tối cao Hoa Kỳ
- Harmar Denny, 1813, Hạ nghị sĩ Hoa Kỳ
- Alfred V. du Pont, 1818, sáng lập tập đoàn du Pont
- Robert McClelland, 1829, Hạ nghị sĩ Hoa Kỳ, Thống đốc tiểu bang Michigan, Bộ trưởng Bộ Nội vụ Hoa Kỳ
- Philip Thomas, 1830, Thống đốc tiểu bang Maryland, Bộ trưởng Bộ Tài chính Hoa Kỳ
- Spencer Fullerton Baird, 1840, Tổng thư ký tổ chức Smithsonian
- William Perry Eveland, 1892, Giám mục Nhà thờ Methodist Episcopal
- George Gekas, 1952, Hạ nghị sĩ Hoa Kỳ
- John Curley, 1960, nguyên CEO tập đoàn Gannett News Corporation
- Stuart Pankin, 1968, diễn viên điện ảnh
- Barry W. Lynn, 1970, Giám đốc hiệp hội Americans United for Separation of Church and State
- Charles Strum, 1970, Phó tổng biên tập tạp chí New York Times
- William Durden, 1971, Hiệu trưởng Đại học Dickinson
- David Hirshey, 1971, Phó giám đốc và tổng biên tập tòa soạn HarperCollins
- Rick Smolan, 1972, nguyên nhiếp ảnh gia tạp chí Time, Life và National Geographic
- Stephen Giannetti, 1973, Phó giám đốc tạp chí National Geographic
- Susan Stewart, 1973, nhà thơ và nhà phê bình văn học Hoa Kỳ
- Jim Greenwood, 1973, Hạ nghị sĩ Hoa Kỳ
- Andy MacPhail, 1976, Chủ tịch Hiệp hội bóng chày Mỹ
- Jim Gerlach, 1977, Hạ nghị sĩ Hoa Kỳ
- John E. Jones III, 1977, Thẩm phán người phán quyết vụ kiện Kitzmiller v. Dover liên quan đến Intelligent Design
- Bill Shuster, 1983, Hạ nghị sĩ Hoa Kỳ
- Rosie O'Donnell, 1983, diễn viên và hướng dẫn chương trình truyền hình
- Jennifer Haigh, 1990, tác giả bán chạy nhất của tạp chí New York Times, đoạt giải thưởng PEN/Hemingway
- Jennifer Holm, 1990, sử học gia, viết cuốn sách Newbery Honor
- Jennifer Ringley, 1997, thành lập trang web JenniCam.org